# 2012 (film)
2012 är en amerikansk katastroffilm från 2009 i regi av Roland Emmerich med bland annat John Cusack, Amanda Peet och Danny Glover i huvudrollerna. Filmen hade världspremiär den 13 november 2009 och släpptes på DVD den 17 mars 2010 i Sverige. I Sverige är filmen tillåten från 15 år.

## Handling
År 2009 reser dr. Adrian Helmsley (Chiwetel Ejiofor) till Indien för att hälsa på sin vän, astrofysikern dr. Satnam Tsurutani (Jimi Mistry). Satnam berättar att temperaturen i Jordens kärna ökar snabbt. Adrian åker genast tillbaka till USA för att berätta detta för Carl Anheuser (Oliver Platt). 2010 berättar president Thomas Wilson (Danny Glover) för sina statschefskollegor att världen som vi känner den kommer att gå under. Så presidenterna startar ett hemligt projekt för att rädda mänskligheten. I Cho Ming, Tibet i Himalaya förbereds några människor för att bygga ett antal enorma arker. 2011 diskuterar en engelsman med en arab om betalningen för räddningsarkernas biljetter - en miljard euro, per person.
2012 reser Jackson Curtis (John Cusack) med sina barn till Yellowstone, men där har klimatet förändrats så att hela området är avspärrat. Jackson träffar på en man som heter Charlie Frost (Woody Harrelson) som berättar att det är världens undergång den 21 december 2012. Men Jackson tror bara att Charlie är fullkomligt galen och struntar i varningen. I Los Angeles kommer en jordbävning som visar en enorm spricka som slukar en hel byggnad. Jacksons ex-fru Kate (Amanda Peet) var med under jordbävningen och ber sin man att ta med barnen hem. Nästa morgon hör Jackson Charlie på radion och precis då ser Jackson en spricka och inser då att Kalifornien kommer att gå under. Han tar sin limousin och hämtar sin familj och Kates pojkvän dr. Gordon Silberman (Tom McCarthy). De kör igenom stan medan jordbävningen kommer upp till 10,9 i richterskalan. De tar ett flygplan och flyger iväg medan de ser Kalifornien sjunka ner i havet. Jackson och hans familj måste ta sig tillbaka till Yellowstone, få reda på av Charlie var arkerna som ska rädda mänskligheten är och ta sig till Cho Ming i Tibet för att rädda mänskligheten från att går under.

## Om filmen
Filmen är inspirerad av ett antal olika, helt ovetenskapliga idéer, främst att vissa tror att mayakalendern tar slut 2012, vilket skulle betyda jordens undergång. Somliga tror också att den yttersta dagen kommer att inträffa då. Katastrofen sägs i filmen inträffa därför att neutrinopartiklar har muterat och smälter jordens innanmäte.
NASA har utsett 2012 till världens mest orimliga film genom tiderna. På grund av den stora mängden frågor NASA fick efter filmens premiär, var de tvungna att skapa en speciell webbsida för att motarbeta myterna om jordens undergång.

## Rollbesättning
- John Cusack som Jackson Curtis, en science fiction-författare som extraknäcker som limousinförare.[3]
- Amanda Peet som Kate Curtis, Jacksons ex-fru.[4]
- Liam James som Noah Curtis, Jackson och Kates son.
- Morgan Lily som Lilly Curtis, Jackson och Kates dotter.[5]
- Tom McCarthy som Dr. Gordon Silberman, plastikkirurg som är Kates nuvarande pojkvän.[6]
- Danny Glover som President Thomas Wilson, den 45:e av USA:s presidenter.[7]
- Thandie Newton som Dr. Laura Wilson, “First Daughter”.[7]
- Chiwetel Ejiofor som Dr. Adrian Helmsley, vetenskaplig rådgivare till presidenten.[8]
- Oliver Platt som Carl Anheuser, presidentens Chief of Staff.[7]
- Woody Harrelson som Charlie Frost,[9] en man som förutspår världens undergång och av andra anses galen. Alex Jones har påstått att Harrelson sagt honom att Frosts roll var baserad på sig.[10] Harrelson jämförde sin rollfigur med den mytologiska grekiska Kassandra, vars utsagor blev förkastade.[11]
- Chin Han som Tenzin, en arbetare i Tibet.[12]
- Zlatko Burić som Yuri Karpov, en rysk miljardär.
- Philippe Haussmann och Alexandre Haussmann som Oleg och Alec Karpov, Yuris tvillingsöner.
- Beatrice Rosen som Tamara Jikan, Yuris flickvän.
- Johann Urb som Sasha, Yuris pilot.
- John Billingsley som Professor Frederick West, vetenskapsman och Adrians kollega.
- Ryan McDonald som Scotty, Adrian och professor Wests assistent.
- Osric Chau som Nima, Tenzins bror.
- Lisa Lu som Farmor Sonam, Tenzin och Nimas farmor.
- Tseng Chang som Farfar Sonam, Tenzin och Nimas farfar.
- Blu Mankuma som Harry Helmsley, jazz-sångare och Adrians far.
- George Segal som Tony Delgatto, jazz-sångare och Harrys partner.
- Stephen McHattie som Kapten Michaels, kaptenen på Ark 4.
- Jimi Mistry som Dr. Satnam Tsurutani, en ung indisk astrofysiker.
- Patrick Bauchau som Professor Roland Picard, chef för Louvren.
- Henry O som Lama Rinpoche, en munk i Tibet.